# Agelasta albostictica
Agelasta albostictica es una especie de escarabajo longicornio del género Agelasta, categorizada en la tribu Mesosini, de la subfamilia Lamiinae. Fue descrita por Breuning en 1980.

## Descripción
Mide 18,4 mm de longitud.

## Distribución
Se distribuye por Filipinas.